# Катастрофа Boeing 727 на Тенерифе
Катастрофа Boeing 727 на Тенерифе — крупная авиационная катастрофа, произошедшая в пятницу 25 апреля 1980 года на острове Тенерифе (Канарские острова) с участием авиалайнера Boeing 727-46 британской авиакомпании Dan-Air, при этом погибли 146 человек. Крупнейшая катастрофа в истории британской гражданской авиации.

## Самолёт
Boeing 727—100/46 (полное обозначение модели) с бортовым номером G-BDAN и заводским 19279 был выпущен 24 июня 1966 года и оборудован тремя двигателями Pratt & Whitney JT8D-7. На день катастрофы налетал 30 622 часа, из них до момента проверки C (1 января 1980 года) — 29 908 часов.

## Лётный экипаж
- Командир воздушного судна — 50-летний Артур Дж. Уилан (англ. Arthur J. Whelan). Родился 11 октября 1929 года. Лицензию пилота получил 4 октября 1977 года[4]. На пилота B-727 был квалифицирован 6 декабря 1976 года, на командира B-727 — 5 января 1977 года. В аэропорт Лос-Родеос он ранее летал 58 раз, последний из которых был 29 января 1980 года. Налетал 15 299 часов 37 минут, в том числе 1912 часов на B-727[5].
- Второй пилот — 33-летний Майкл Дж. Ферт (англ. Michael J. Firth). Родился 20 июня 1946 года. Лицензию пилота-любителя на лёгкие самолёты получил 4 февраля 1975 года, коммерческого пилота — 21 января 1980 года. На второго пилота B-727 был квалифицирован 23 марта 1979 года[5]. В аэропорт Лос-Родеос он ранее летал 9 раз, последний из которых был 22 декабря 1979 года. Налетал 3492 часа 55 минут, в том числе 618 часов 26 минут на B-727[6].
- Бортинженер — 33-летний Рэймонд Дж. Кэри (англ. Raymond J. Carey). Родился 11 июля 1946 года. Лицензию бортинженера получил 13 мая 1976 года, на бортинженера B-727 был квалифицирован 11 апреля 1978 года. Налетал 3340 часов 52 минуты[6].

## Катастрофа
Самолёт выполнял чартерный рейс DA-1008 по перевозке группы пассажиров из Манчестера в Санта-Крус-де-Тенерифе, а затем в тот же день ему предстояло совершить обратный рейс с другой группой. На борту находились 8 членов экипажа и 138 пассажиров, а в баки было залито 49 800 фунтов (22 589 килограмм) авиакеросина. В 09:22, после проведения экипажем нормальных операций и получения информации о погоде по маршруту, борт вылетел из Манчестерского аэропорта.
Полёт проходил без отклонений. В 13:14:28 экипаж по указанию центра управления в Лас-Пальмасе вышел на связь с диспетчером Тенерифе-подход и доложил, что рейс 1008 находится на эшелоне 110 (3350 метров) в 14 милях (26 километров) от радиомаяка TFN.
Диспетчер подхода Хусто Камин Янес (исп. Justo Camin Yanes) в 13:14:28 передал: Дан-Эйр 1008, снижение к маяку FP, следуйте к TFN, высота полёта 110, ожидайте полосу один два, прямой заход (англ. ‘DAN-AIR 1008, cleared to the ‘FP’ beacon via‘TFN’ flight level 110, expect runway one two, no delay’). Экипаж повторил разрешение и запросил информацию о погоде, на что в 13:15:10 диспетчер в Тенерифе сообщил: Окэй, полоса будет 12, ветер 120/05, видимость от 6 до 7 километров, облачность: 2/8 на 120 метрах, плюс 4/8 на 250 метрах, плюс 2/8 на 350 метрах. Новэмбр Хотел [QNH] 1013, температура 16, точка росы 11, дождь (OK — runway in use 12, the wind 120/05, visibility 6 from 7 kilometres, cloud: 2/8 at 120 metres, plus 4/8 at 250 metres, plus 2/8 at 350 metres, November Hotel 1013, temperature 16, dew point 11, and drizzle). Примерно через минуту диспетчер разрешил снижение до эшелона 60 (1830 метров). Экипаж подтвердил указание. Диспетчер сразу запросил у него удаление от TFN, на что экипаж проинформировал, что они в 7 милях (13 километров) от маяка.
В 13:18:48 борт доложил о прохождении TFN и следовании на FP. Как впоследствии показали записи речевого и параметрического самописцев, это сообщение было сделано спустя 33 секунды после фактического прохождения маяка. Зафиксировав позицию самолёта, диспетчер сразу передал: Роджер, стандартный заход по Фокстрот Папа [FP], курс захода 150, левый поворот, ожидайте указаний (Roger, the standard holding pattern over Foxtrot Papa is inbound heading 150, turn to the left, call you back shortly). На это экипаж ответил лишь: Роджер, Дан-Эйр 1008, так как в то время неповторение полученной информации допускалось ICAO. Через 56 секунд с самолёта доложили: Дан-Эйр 1008, Фокстрот Папа, высота 60, заняли курс (DAN-AIR 1008, is the Foxtrot Papa, level at 60, taking up the hold). На что диспетчер ответил: Роджер.
Помимо британского Dan-Air, диспетчер также вёл связь с испанским рейсом IB-711 (Iberia), причём с ним радиообмен осуществлялся на испанском языке, что являлось практикой, рекомендуемой ИКАО. Испанский самолёт освободил высоту 5000 футов (1524 метра), и диспетчер указал британскому самолёту снижаться до этой высоты.
В 13:21:13,5 с рейса 1008 прозвучало радиосообщение, ставшее последним: Э… Дан-Эйр один ноль ноль восемь, у нас было сообщение о близости земли (Er… DAN-AIR one zero zero eight, we’ve had a ground proximity warning).
Как показали записи бортовых самописцев, в момент запоздалого сообщения диспетчеру о прохождении TFN экипаж находился уже в 0,79 мили за ним. Далее при развороте экипаж не занял установленного курса 255°, пройдя в 1,59 мили южнее маяка FP, и ещё 20 секунд следовал курсом 263°. В результате самолёт попал в зону, где минимальная высота полёта составляла 14 500 футов (4420 метров).
Ещё при проходе южнее маяка FP второй пилот начал высказывать сомнения в том, что они на правильном курсе, — но командир ответил, что они летят параллельно полосе, и всё в порядке. Затем сомнения начал высказывать и бортинженер. Но в этот момент диспетчер дал указание снижаться до высоты 5 тысяч футов, что было повторено экипажем.
После контрольного повторения этого указания командир вдруг произнес: Эй, он говорил, что курс захода один пять ноль? (Hey, did he say it was one five zero inbound?). В этот момент он словно вспомнил о переданном ранее курсе 150°, который следовало занимать после FP. Второй пилот только неуверенно сказал: Захода, да (англ. Inbound yeh), а командир уже начал выполнять левый разворот. В этот момент неожиданно прозвучало предупреждение GPWS об опасной близости земли. Командир прекратил левый поворот и начал выполнять правый, выйдя в долину, при этом предупреждения GPWS прекратились. Второй пилот предложил занять курс 122 и выйти из этого района, но командир продолжал поворачивать вправо, считая, что тем самым уводит самолёт от гор.
Спустя 23 секунды с момента предупреждения GPWS командир связался с диспетчером и доложил: у нас было сообщение о близости земли. Через пару секунд в 13:21:18 летящий на высоте 5450 футов (1662 метра) Боинг на высокой скорости врезался в закрытую облаками гору в 11,4 километра от маяка FP и полностью разрушился. Все 146 человек на борту погибли.

## Расследование
Испанская комиссия пришла к заключению, что причиной катастрофы послужило то, что командир воздушного судна, не принимая во внимание высоту полёта, направил самолёт в зону высокой местности, что не позволяло сохранять безопасную высоту над местностью. Этому способствовало недостаточное слежение за навигационным оборудованием и отсутствие необходимой помощи со стороны второго пилота.
Британская сторона в целом согласилась с мнением испанской комиссии, но при этом высказала несколько замечаний. Прежде всего, команды диспетчера звучали неоднозначно и способствовали запутыванию пилотов в ситуации и их дезориентации. Также было отмечено, что высота ожидания 5000 футов недостаточна для условий аэропорта Лос-Родеос и должна быть увеличена до 8000 футов. Не опустись самолёт ниже 7000 футов, и катастрофы можно было избежать. Наконец, сама схема захода на посадку была довольно сложной, в результате чего экипажам приходилось выполнять крутые развороты, что также способствовало дезориентации.